# Đuro Hranić
Đuro Hranić (Cerić, 20 de marzo de 1961) es un prelado católico croata. Desde 2013 se desempeña como arzobispo de Đakovo-Osijek.

## Primeros años y educación
Hranić nació en un pequeño pueblo de Cerić, cerca de Vinkovci, el 20 de marzo de 1961, siendo hijo de Stjepan y Eva Hranić. Terminó la escuela primaria en Cerić, después de lo cual asistió a las dos primeras clases del gimnasio en Osijek, y las dos últimas en el Gimnasio Diocesano de Josip Juraj Strossmayer en Đakovo. Se graduó en 1986 en filosofía y teología en la Facultad Teológica Católica de Đakovo de la Universidad de Osijek. Obtuvo su doctorado en teología dogmática de la Pontificia Universidad Gregoriana en 1993.

## Vida clerical
Hranić fue ordenado sacerdote para la Arquidiócesis de Đakovo-Osijek el 29 de junio de 1986. Trabajó como vicario parroquial en Osijek entre 1986 y 1987, prefecto del seminario de Đakovo de 1993 a 1996, profesor de teología dogmática en la Facultad de Teología Católica de Đakovo (desde 1993), asistente de estudiantes laicos en la misma Facultad entre 1993 y 1998, desde 1997 como subdirector de la cátedra de teología, profesor asistente en el Departamento de Teología Dogmática en la Facultad de Teología Católica de la Universidad de Zagreb para las necesidades de los estudios regionales en Đakovo (desde 2000), secretario general del Segundo Sínodo de la Arquidiócesis de Đakovo-Osijek (desde 1998), miembro del Consejo Presbiteriano del mismo (desde 1994), miembro del Consejo de consultores de la Arquidiócesis de Đakovo-Osijek (desde 2000), miembro de la Comisión Episcopal para Laicos de la Conferencia Episcopal Croata y redactor jefe de la revista mensual diocesana Vjesnik (desde 1994).
El 5 de julio de 2001, el papa Juan Pablo II lo nombró obispo auxiliar y le dio el título de obispo titular de Gaudiabe. Fue consagrado obispo el 22 de septiembre de 2001 en la catedral de Đakovo. El 18 de abril de 2013, el papa Francisco lo nombró arzobispo de Đakovo-Osijek. El 29 de junio de 2013, Hranić recibió el palio arzobispal en Roma de manos de Francisco. Celebró su primera misa como arzobispo el 6 de julio de 2013 en la catedral de Đakovo. Es el primer arzobispo croata nombrado por el papa Francisco.